# 釜山射擊場大火
釜山射擊場大災（韓語：부산 실내사격장 화재 사고）是一件发生在2009年11月14日韓国釜山广域市一座室内射擊場的火災。火災总共造成15人死亡（包括10名日本旅客），有1名日本游客受伤。